# Вовкун, Артём Андреевич
Артём Андре́евич Вовку́н (укр. Артём Андрійович Вовкун; род. 7 сентября 2001, Львов) — украинский футболист, защитник клуба «Диназ».

## Карьера

### Начало карьеры
Футбольную карьеру начал в академии львовского клуба «Карпаты» в команде 2001 года рождения. В 2012 году продолжил заниматься футболом в пошук-сиховской гимназии, откуда через год перебрался в львовский «Опир». В 2014 году перебрался в «Львов», за который выступал в юношеских командах.

### «Земплин» Михаловце
В феврале 2020 года перешёл в словацкий клуб «Земплин». В клубе футболист стал выступать за команду до 19 лет. Летом 2020 года стал готовиться к новому сезону с основной командой клуба. Дебютировал за клуб 8 августа 2020 года в матче против трнавского «Спартака», выйдя на поле в стартовом составе. Первоначально футболист был игроком стартового состава, однако затем перестал получать игровую практику, сыграв в 10 матчах во всех турнирах, результативными действиями не отличившись.

### «Мункач»
В июле 2021 года футболист перешёл в украинский клуб «Мункач». Дебютировал за клуб 24 июля 2021 года в матче против «Чернигова». Провёл за клуб всего лишь 4 матча, в которых результативными действиями не отличился, и в сентябре 2021 года покинул клуб.

### «Львов»
В июле 2022 года футболист на правах свободного агента присоединился к «Львову». Дебютировал за клуб 4 сентября 2022 года в матче против криворожского «Кривбасса», выйдя на замену на 85 минуте. Футболист быстро закрепился в основной команде львовского клуба, чередуя игры в стартовом составе и со скамейки запасных. Закончил чемпионат на последнем месте, вылетев в Первую Лигу. Летом 2023 года футболист покинул львовский клуб.

### «Оболонь»
В июне 2023 года к футболисту стала проявлять интерес «Оболонь». В конце того же месяца футболист подписал с клубом контракт. Дебютировал за клуб футболист 4 августа 2023 года в матче против киевского «Динамо», выйдя на поле в стартовом составе.